# みよし市立三好丘小学校
みよし市立三好丘小学校（みよししりつ みよしがおかしょうがっこう）は、愛知県みよし市にある公立小学校。市内で6番目に開校した小学校である。

## 沿革
- 1990年（平成2年） - 三好町立北部小学校と分離し、三好町立三好丘小学校として開校。
- 1997年（平成9年） - 三好町立緑丘小学校と分離。
- 2007年（平成19年） - 同校と北部小学校の学区の一部を三好町立黒笹小学校に分離。
- 2010年（平成22年） - 三好町の市制施行により、みよし市立三好丘小学校となる。

## 卒業後の進路
公立中学校に進学する生徒の進学先はみよし市立三好丘中学校になる。

## 周辺
- 名鉄豊田線 三好ヶ丘駅
- 東海学園大学
- みよし市立三好丘中学校
- みよし市立北中学校
- 国道155号
- 愛知県道54号豊田知立線